# Thaumatichthys
Thaumatichthys es un género de peces abisales pertenecientes a la familia Thaumatichthyidae. Habitan en aguas de 1300 a 3500 m de profundidad. Usan reclamos lumínicos para atraer sus presas, que se ubica en su paladar, muy cerca de sus dientes.

## Especies
Actualmente se reconocen tres especies:
- Thaumatichthys axeli Bruun, 1953
- Thaumatichthys binghami A. E. Parr, 1927
- Thaumatichthys pagidostomus H. M. Smith & Radcliffe, 1912

## Hábitat
Thaumatichthys se conoce por las aguas oceánicas tropicales en todo el mundo. De Thaumatichthys pagidostomus, la primera especie descubierta, sólo se conoce un espécimen, capturado a una profundidad de 1440 metros en el golfo de Tomini cerca de Célebes. T. axeli habita en el océano Pacífico oriental, mientras que T. binghami habita en el mar Caribe y sus alrededores. De esta última especie, solo han sido capturados treinta ejemplares. Larvas cuya especie se desconoce también se han encontrado fuera del golfo de Guinea, al sur del océano Atlántico, y en el sur del canal de Mozambique, en la zona oriental del océano Índico.
Los adultos son bentónicos. T. binghami y T. pagidostomus se encuentran en la plataforma continental entre los 1000-2000 m, mientras que T. axeli se encuentra en la zona abisal a unos 3600 m.